# 松平忠愛 (上田藩主)
松平 忠愛（まつだいら ただざね）は、江戸時代中期の大名。信濃国上田藩2代藩主。官位は従五位下・左衛門佐、伊賀守、大内記。伊賀守系藤井松平家4代。

## 生涯
元禄14年（1701年）9月13日、信濃上田藩初代藩主・松平忠周の三男として誕生した。初名は忠殷（ただしげ）。母は米倉昌明の養女。
正徳4年（1714年）に従五位下・左衛門佐に叙位・任官する。享保13年（1728年）、父の死去により家督を継ぎ、諱も忠愛と改めた。このとき、父の遺言で弟の忠容に川中島5000石（塩崎知行所）を分知したため、上田藩は5万3000石となった。
しかし父と違って暗愚だった上、享保15年（1730年）には上田城大火や藩主居館が全焼し、寛保2年（1742年）には水害を被るなどの災害を受けて、幕府から5000石を借り受けて救済に務めた。ところが藩財政再建のため、元文5年（1740年）に検見法から定免法に税制を改正して重税を取り立てたり、茶屋遊びに溺れて藩政を顧みなかったりしている。
寛延2年（1749年）8月2日、家督を長男の忠順に譲って隠居し、大内記忠弘（ただひろ）と改名する。宝暦8年（1758年）3月6日、江戸で死去した。享年58。

## 系譜
父母
- 松平忠周（父）
- 米倉昌明の養女、鈴木助之進の娘（母）

正室
- 蓮球院 - 本多忠能の娘

側室
- 杉浦氏
- 井越氏
- 寺島氏
- 植村氏
- 大塚氏
- 松村氏
- 丑場氏
- 成瀬氏

ほか
子女
- 松平忠順（長男） 生母は杉浦氏
- 松平信敏（三男）
- 松平忠方（四男）
- 藤井忠成（六男）
- 松平信交（七男）
- 松平亀次郎
- 松平忠亮
- 松平忠寄
- 藤井忠徹室
- 板倉勝暁継室
- 広橋兼胤の養女
- 竹屋中癖室
- 向坂政興室
- 木村盛祥室
- 久松定相室
- 木村盛祥室

正室の本多氏は、どうやら入嫁前に亡くなったようで、そのため忠愛は生涯継室を迎えなかったという。ただし側室は15人おり、27人の子女を儲けたという。
そのうち、長男の忠順は家督を継ぎ、次男の忠方は早世した。三男の信敏は分家の旗本5000石を継ぎ、四男、五男は夭逝した。六男の忠成は藤井姓を称し、七男の信交は兄・信敏の養子となって旗本家を継いだ。他家に嫁いだ娘は8人いる。